# Judomaster
Judomaster é o nome dado a quatro super-heróis fictícios publicados pela DC Comics. O primeiro Judomaster estreou em Special War Series #4 (novembro de 1965) publicado pela Charlton Comics, e foi criado por Joe Gill e Frank McLaughlin. Nhut Le interpreta Judomaster na série Peacemaker do DC Extended Universe / HBO Max.
No Brasil, o Judomaster foi publicado inicialmente numa revista da EBAL chamada O Judoka, que além das aventuras do herói, também apresentava novidades sobre judô. A partir do número 7, após o fim das aventuras do Judomaster, foi criado um personagem brasileiro chamado Judoka.

## Hadley Jagger
A identidade secreta do Judomaster era Hadley "Rip" Jagger, um sargento do Exército dos Estados Unidos na Segunda Guerra Mundial. Ele resgatou a filha de um chefe de uma ilha do Pacífico e em troca foi ensinado na arte do judô. Ele tinha um sidekick infantil chamado Tiger. Na série de backup Sombra da Noite em Captain Atom, um adulto Tiger foi instrutor de artes marciais de Sombra da Noite.
O título de Judomaster durou de #89 a #98, de junho de 1966 a dezembro de 1967. Foi uma renomeação de Gunmaster, que também era uma renomeação de Six-Gun Heroes. Junto com a maioria dos personagens de super-heróis de Charlton, os direitos de Judomaster foram vendidos para a DC Comics. Na continuidade pós-crise, Judomaster foi dito ser um membro do All-Star Squadron, a equipe de super-heróis da DC durante a Segunda Guerra Mundial, embora ele nunca tenha aparecido em uma história publicada real como membro da equipe. Seu companheiro infantil, Tiger, mais tarde se tornaria o vilão Avatar na minissérie  L.A.W. publicada pela DC Comics, que reuniu novamente os personagens de Charlton que haviam sido adquiridos pela DC. Na mesma série é mostrado que Judomaster viveu por algum tempo na cidade fictícia de Nanda Parbat. À medida que o tempo passa de uma maneira diferente, o Judomaster manteve uma forma mais jovem. Desde a minissérie, Judomaster apareceu apenas algumas vezes. Em algum momento de sua vida, ele teve um filho chamado Thomas Jagger. Judomaster foi morto quando ele participou da batalha gigante de Metropolis durante o enredo "Crise Infinita", durante o qual o supervilão Bane quebrou as costas.

## Thomas Jagger
Thomas "Tommy" Jagger é filho de Hadley Jagger, de quem herdou o nome Judomaster. Jagger também é um dos principais agentes de campo do Xeque-Mate, dentro do qual ele é conhecido como o Cavaleiro Branco, e é um homem abertamente gay. Jagger entra em conflito quando Xeque-Mate se envolve nas eleições de Santa Prisca a pedido das Nações Unidas. Bane, o assassino de seu pai, é suspeito de fraude eleitoral, intimidação e falsificação de resultados eleitorais. Jagger se voluntaria para a missão e é recusado por White King/Senhor Incrível. Josephine Tautin, a Cavaleiro da Rainha Negra, é escolhida, mas uma emergência médica a impede de ir. Relutantemente, o Sr. Fantástico concorda com a implantação de Jagger, junto com Fire. A missão é complicada por Fire quando ela age em ordens secretamente dadas a ela por Amanda Waller que resulta na intervenção direta de Bane com Jagger. Ele resiste ao desejo de vingar seu pai pela honra, mas consegue vencer Bane em uma luta. Os dois agentes chegam ao ponto de exfiltração e retornam à sede da Xeque-Mate, onde Jagger informa a sabotagem da Royals of Fire. Jagger também passou um tempo como um devoto disfarçado de Kobra.

## Versão Justice League Quarterly
Um Judomaster diferente foi criado por Paul Kupperberg e pelo artista Michael Collins. Em Justice League Quarterly # 14 (1994), Andreas Havoc, um inimigo de Peter Cannon (Thunderbolt) desafiou Cannon para a batalha, sentindo que sua posição legítima como "Vajra" havia sido roubada por Cannon. O Besouro Azul (Ted Kord), Capitão Átomo e Sombra da Noite ajudaram Peter Cannon a lutar contra Devastação em uma batalha psíquica, enquanto o novo Judomaster ajudou a resgatar os heróis no mundo físico. Devido ao breve renascimento da criação subsequente de Sonia Sato por Rip Jagger e Gail Simone, este Judomaster caiu no limbo dos quadrinhos. No entanto, ele recentemente foi retratado participando de um serviço memorial para os cidadãos de Star City.<fef>Justice League: The Rise and Fall Special. DC Comics</ref>

## Sonia Sato
Uma Judomaster feminina, Sonia Sato, aparece em Birds of Prey # 100 (2007), junto com Grande Barda e Justiceira que são todos recrutados pela Oráculo para invadir uma prisão mexicana. De acordo com o tema do grupo Aves de Rapina, esta Judomaster, ao contrário dos outros, é uma mulher. Em 2008, Sonia retornou em Justice Society of America #11 a edição em que seu nome, origem e poderes foram revelados. O talento metahumano de Sonia permite que ela projete um "campo de aversão" que a impede de ser atingida por ataques especificamente direcionados a ela. Isso não inclui ataques sem objetivo, como projéteis aleatórios e explosões. Com a ajuda da Sociedade da Justiça, ela para os assassinos da Yakuza liderados por Tiger. Em sua aparição anterior em Birds of Prey, Sonia Sato é mostrada tendo um domínio acima da média do inglês, permitindo que ela se comunique sem esforço. Durante seu mandato na Sociedade da Justiça, ela se mostrou incapaz de falar inglês, aprendendo apenas com grandes dificuldades para dominar um comando empolado e um tanto prejudicado no idioma. Ela é mostrada em um relacionamento com Detonador, beijando-o mesmo depois que seu rosto temporariamente curado foi revertido para o rosto fortemente marcado. O romance de Sonia com Detonador termina quando ele é morto pela reanimada Jean Loring durante a Noite Mais Densa. Agora parte do esquadrão All-Star Sociedade da Justiça de Magog, Sonia ajuda seus companheiros de equipe a repelir a invasão dos Lanternas Negros em Manhattan. Sonia e Atom Smasher procuram sobreviventes na cidade, apenas para tropeçar em Detonador, agora um membro da Tropa dos Lanternas Negros, arrancando o coração de um policial. Após o fim da Noite Mais Densa, um Judomaster muito perturbado e de luto planeja voltar ao seu plano anterior de vingança contra Tiger, o assassino de seu pai, sentindo que sem o amor de Detonador ela não tem mais nada para ancorar para uma vida mais feliz. Ela é interrompida pelo Rei Quimera, que lhe transmite a metade que faltava da última mensagem de Detonador para ela, gravada antes da A Noite Mais Densa, na qual Grant compartilha com Sonia seu desejo de fazer uma cirurgia corretiva em seu rosto e construir uma vida mais simples e feliz com ela. desejando a Sonia, no caso de sua morte, uma vida melhor. Assim, o Rei Quimera é capaz de convencer Sonia a cumprir os últimos desejos de Grant, deixando Tiger vivo (embora com uma surra severa). Além disso, Sonia decide melhorar seu inglês (raciocinando que apenas Detonador foi gentil o suficiente para suportar sua compreensão empolada e lenta da linguagem), e depois de dar a seu amante um elogio choroso, ela começa a financiar vários fundos de alívio para as pessoas que Detonador involuntariamente feriu. nos anos, tentando dar-lhe um fechamento, usando o dinheiro que ela "requisitou" de Tiger antes de prendê-lo. Na sequência de "Watchmen", "Doomsday Clock", Judomaster aparece como um membro da equipe de super-heróis do Japão chamada Big Monster Action.

## Outra versões
- Uma versão feminina foi vista em O Reino do Amanhã de Alex Ross e Mark Waid, como membro do Batalhão da Justiça de Magog, junto com o resto dos 'Action Heroes' de Charlton. Ela aparentemente foi morta com os outros membros quando o Capitão Átomo foi morto.
- Na edição final de 52, um novo Multiverso é revelado, originalmente composto por 52 realidades idênticas. Entre as realidades paralelas mostradas está uma designada "Terra-4". Como resultado de Mister Mind "comendo" aspectos desta realidade, assume aspectos visuais semelhantes terra-4 da pré-Crise, incluindo Judomaster e os outros personagens de Charlton. Os nomes dos personagens não são mencionados no painel em que aparecem, o Judomaster é visualmente semelhante a Rip Jagger.[15] Com base nos comentários de Grant Morrison, este universo alternativo não é a Terra-4 pré-crise.
- Uma versão de Sonia Sato aparece em Earth 2 #9 como parte de "The New 52", um reboot da DC Comics. Ao lado de outras versões paralelas de ex-membros da Sociedade da Justiça (como Wesley Dodds a.k.a. Sandman) que residem na Terra 2, a Major Sonia Sato do Exército Mundial aparece na casa da mãe de Jay Garrick na tentativa de prender Jay. Ela é vista usando um sigilo designando-a como representante da nação japonesa.[16]

## Outras mídias
- Sonia Sato aparece como uma participação especial no episódio "Summer School: Chapter Ten" de Stargirl, com a voz de Kristen Lee.
- Um Judomaster não identificado aparece na série de televisão Peacemaker do HBO Max, interpretado por Nhut Le.[17] Na série, ele trabalha como guarda-costas do senador dos Estados Unidos Royland Goff. Judomaster está alinhado com o alienígena parasita chamado "Borboletas".
- Rip Jagger aparece no filme direto para vídeo Batman: Soul of the Dragon de 2021, com a voz de Chris Cox.[18] Esta versão é uma estudante de O-Sensei ao lado de Shiva, Richard Dragon, Jade, Ben Turner e Bruce Wayne estacionados em Nanda Parbat. Secretamente um membro do culto Kobra, ele mata Jade para libertar Nāga de sua dimensão mística, mas é devorado pelos servos demoníacos de Nāga.